# Staatsstreich in Mauretanien 2008

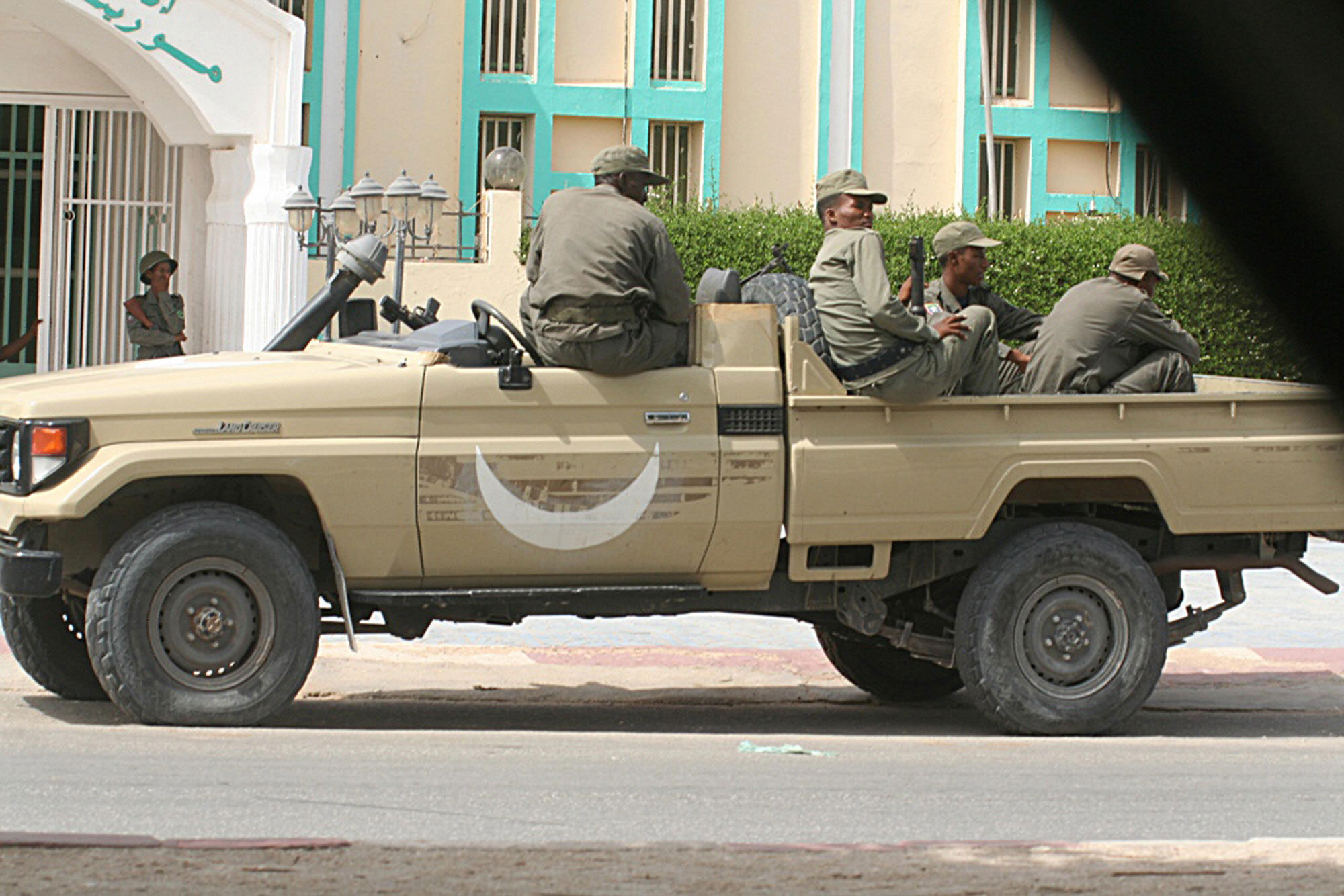
Staatsstreich in Mauretanien 2008.

Der Staatsstreich in Mauretanien 2008 (arabisch انقلاب 2008 في موريتانيا, französisch Coup d'État de 2008 en Mauritanie, en.: Mauritanian coup d’état) war ein Putsch der Streitkräfte Mauretaniens, welcher sich am 6. August 2008 ereignete. Präsident Sidi Ould Abdallahi wurde durch eine Gruppe hochrangiger Generäle abgesetzt, welche er zuvor selbst an dem Tag entlassen hatte.

## Hintergrund

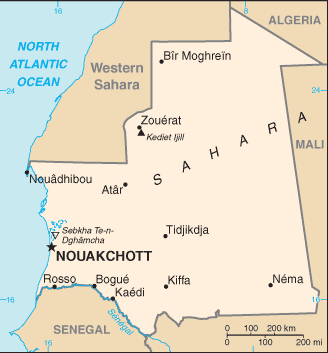
Karte von Mauretanien des CIA (WFB)

General Mohamed Ould Abdel Aziz war eine der führenden Figuren im Staatsstreich in Mauretanien 2005, durch welchen die 21-jährige Amtszeit von Maaouya Ould Sid’Ahmed Taya beendet wurde. Aziz unterstützte dann Abdallahis Kandidatur bei den darauffolgenden Präsidentschaftswahlen im März 2007, die Abdallahi gewann. Abdallahi erzürnte General Aziz und seine Anhänger jedoch bald, indem er auf islamische Hardliner zuging, mehrere Terrorverdächtige freiließ und mit staatlichen Geldern eine Moschee auf dem Gelände des Präsidentenpalastes errichten ließ.
Im Mai 2008 ernannte Abdallahi zwölf Minister, die Teil der früheren Regierung von Präsident Taya gewesen waren und von denen einige der Korruption beschuldigt worden waren. Zusammen mit der Aufnahme von Mitgliedern der Oppositionsparteien in die Regierung (angeführt von |Premierminister Yahya Ould Ahmed El Waghef) und dem Versäumnis der Regierung, ein Programm vorzulegen, veranlasste viele Mitglieder der pro-Abdallahi-Partei Nationaler Pakt für Demokratie und Entwicklung (PNDD-ADIL) in der Nationalversammlung, am 30. Juni 2008 einen Misstrauensantrag gegen die Regierung zu stellen. Die Regierung trat am 2. Juli zurück, bevor ein Misstrauensvotum abgehalten wurde, und Abdallahi ernannte Waghef sofort erneut, um eine neue Regierung zu bilden. Der am 15. Juli bekannt gegebenen Regierung gehörten keine Mitglieder der Opposition mehr an; sie schloss auch die früheren Mitarbeiter Tayas aus, deren Beteiligung in der vorherigen Regierung in die Kritik geraten war.
Am 4. August 2008 erklärten 25 der 49 PNDD-ADIL-Abgeordneten in der Nationalversammlung sowie 24 der 45 Senatoren der Partei ihren Austritt aus der Partei, wodurch diese ihre parlamentarische Mehrheit verlor.
Der unmittelbare Auslöser des Putsches war Abdallahis offizielle Ankündigung am Morgen des 6. August, dass er mehrere Generäle entlassen werde, darunter Aziz (den ehemaligen Kommandeur der Präsidentengarde) und den Generalstabschef der Armee, General Mohamed Ould Cheikh Mohamed. Mauretanien hat seit seiner Unabhängigkeit von Frankreich im Jahr 1960 mehr als zehn Putschversuche erlebt.

## Ablauf des Putsches

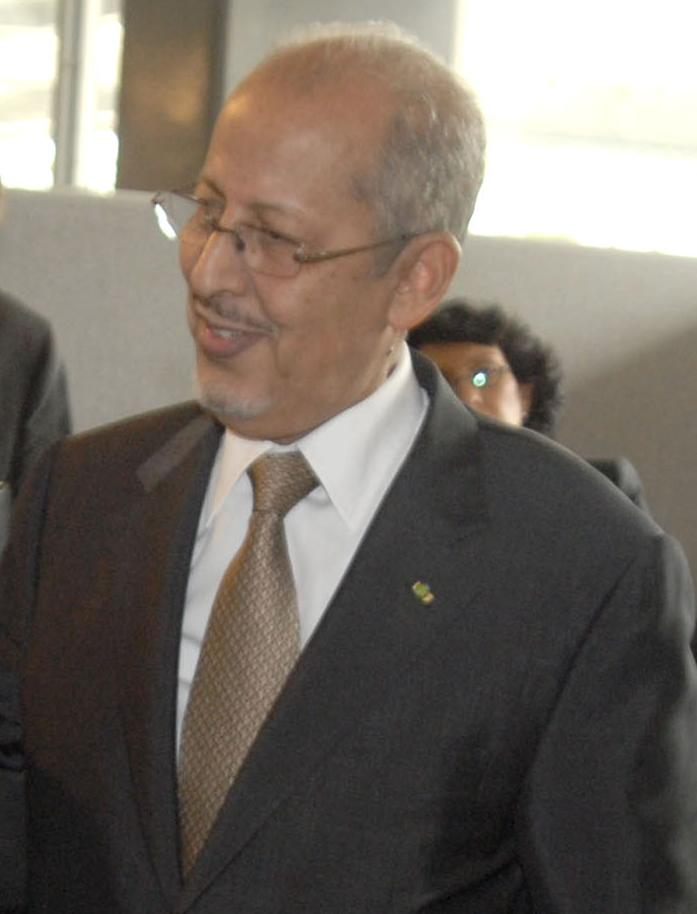
President Abdallahi

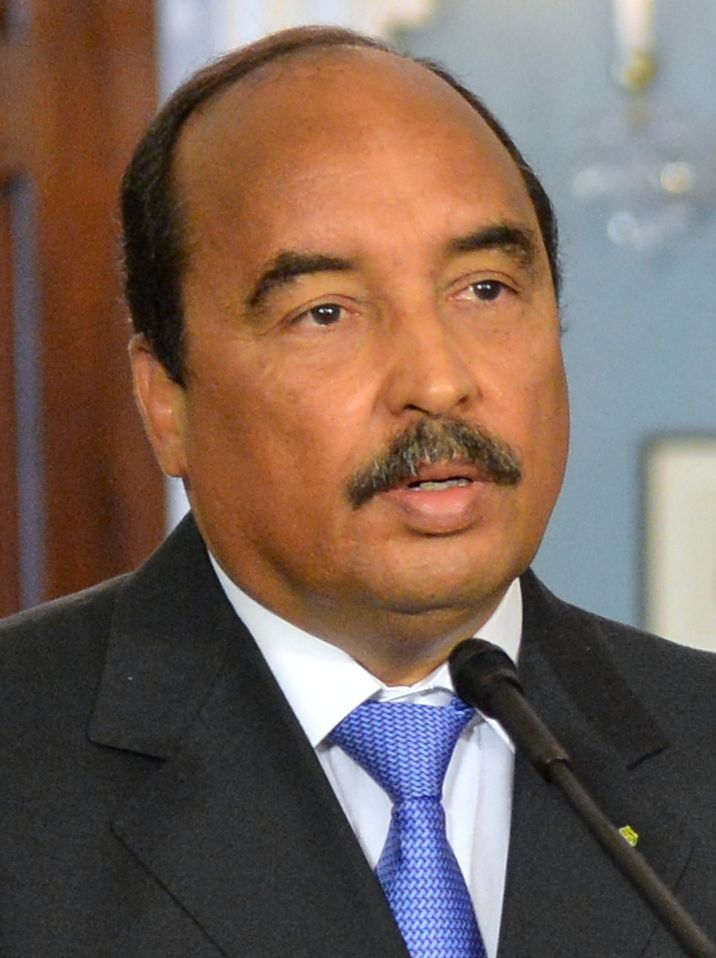
General Aziz

In den frühen Morgenstunden des 6. August verkündete Abdallahi die Entlassung mehrerer hochrangiger Armeeoffiziere. Um 9:20 Uhr wurde er im Zuge eines Militärputsches von Mitgliedern des Bataillons für die Sicherheit des Präsidenten (BASEP: Bataillon de la sécurité présidentielle) festgenommen und aus seinem Haus verschleppt. Präsidentensprecher Abdoulaye Mamadou Ba erklärte, Präsident Abdallahi, Premierminister Waghef und Innenminister Mohamed Ould R’zeizim seien von abtrünnigen hohen Armeeoffizieren, unbekannten Truppen und einer Gruppe von Generälen festgenommen worden und würden im Präsidentenpalast in Nouakchott unter Hausarrest gestellt. Abdallahis Tochter Amal Mint Cheikh Abdallahi erzählte: „Die Sicherheitsbeamten der BASEP kamen in unser Haus und nahmen meinen Vater mit“ („The security agents of the BASEP came to our home and took away my father“).
Bei den Putschisten handelte es sich um kürzlich entlassene hochrangige Offiziere der Sicherheitskräfte, darunter General Abdel Aziz, General Muhammad Ould Al-Ghazwani, General Philippe Swikri und Brigadegeneral (Aqid) Ahmed Ould Bakri. Das staatliche Fernsehen berichtete, das Land werde nun von einem neuen militärischen Staatsrat geführt, der von Abdel Aziz geleitet werde. Der Staatsrat erklärte, Abdallahi sei nun der „ehemalige Präsident“.
General Mohamed Ould Abdel Aziz gab im internationalen Fernsehsender al-Arabiya eine Erklärung ab und veröffentlichte das von ihm so genannte „Communiqué Nr. 1“, in welchem er die Entlassung der Militäroffiziere durch den „ehemaligen Präsidenten“ rückgängig machte. Berichten zufolge führte Al-Aziz außerdem Gespräche mit dem Präsidenten der mauretanischen Nationalversammlung, Messaoud Ould Boulkheir, über die Durchführbarkeit möglicher Neuwahlen innerhalb von zwei Monaten.
Berichten zufolge feuerte die Polizei Tränengas auf etwa 50 Menschen ab, die sich in der Nähe des Hauptmarktes von Nouakchott versammelt hatten. Ansonsten blieb es in der Stadt ruhig.
Berichten zufolge stellten alle staatlichen Fernseh- und Radiosender in Nouakchott ihre Sendungen ein, als der Putsch begann. Auch der Internationale Flughafen von Nouakchott wurde geschlossen.

## Nachwirkungen

### August
Mit einer am 7. August veröffentlichten offiziellen Erklärung wurden Abdallahis Machtbefugnisse beendet und Mauretanien vorübergehend von einem elfköpfigen Hohen Staatsrat mit Abdel Aziz als Vorsitzendem regiert, bis „in kürzester Zeit“ („in the shortest possible period“) neue Präsidentschaftswahlen abgehalten wurden. Der Rat versprach, dass diese Wahlen „frei und transparent“ („free and transparent“) sein würden und dass die nationalen Institutionen, die politische Klasse und die Zivilgesellschaft konsultiert würden. Darüber hinaus versicherte der Rat, dass er „alle Verträge, internationalen Abkommen und Konventionen respektieren werde, denen Mauretanien zugestimmt hat“ („respect all treaties, international agreements and conventions to which Mauritania has subscribed“). Die Mitglieder des Rates waren:
- General Mohamed Ould Abdel Aziz (Präsident des Rates)
- General Mohamed Ould Cheikh Mohamed Ahmed
- General Felix Negré
- Colonel Ahmed Ould Bekrine
- Colonel Mohamed Ould Cheikh Ould El Hadi
- Colonel Ghoulam Ould Mahmoud
- Colonel Mohamed Ould Meguett
- Colonel Mohamed Ould Mohamed Znagui
- Colonel Dia Adama Oumar
- Colonel Hanena Ould Sidi
- Colonel Ahmedou Bemba Ould Baye.[15]

Am 7. August fand in Nouakchott eine Demonstration zur Unterstützung des Putsches statt. Etwa 1.000 Menschen nahmen an dieser Demonstration teil, skandierten Abdel Aziz‘ Namen und marschierten in Richtung Präsidentenpalast, begleitet von Fahrzeugen mit großen Porträts von Abdel Aziz. Im Präsidentenpalast sprach Abdel Aziz zu den Demonstranten und sagte, er werde „daran arbeiten, alle Probleme zu lösen, mit denen dieses Land konfrontiert ist“ („work to solve all the problems this country is confronted with“).
Später am selben Tag fand in Nouakchott auch eine Protestkundgebung gegen den Putsch statt. Laut Mohamed Mahmoud Ould Dahmane, dem Generalsekretär der PNDD-ADIL, handelte es sich um eine friedliche Demonstration, an der 200 bis 300 Menschen teilnahmen, die Porträts von Abdallahi trugen. Die Polizei löste die Protestkundgebung mit Tränengas auf. Dahmane forderte außerdem die Freilassung Abdallahis, da dieser der rechtmäßige Präsident sei. Außerdem sagte er, die PNDD-ADIL habe ein Bündnis mit drei anderen Parteien gegen den Putsch gebildet: Die Alliance populaire progressiste (APP), die Union des forces du progrès (UFP) und eine islamische Partei.
Der Hohe Staatsrat veröffentlichte am 7. August eine zweite Erklärung, in der es hieß, die Junta wolle die Verfassung und die demokratischen Institutionen bewahren und sich so wenig wie möglich in die Arbeit dieser Institutionen einmischen. Dieser Erklärung zufolge werde der Rat gemeinsam die Machtbefugnisse des Präsidenten ausüben und eine Regierung ernannt. Der Rat sagte auch, politische Parteien und juristische Organisationen dürften frei agieren, Freiheiten, einschließlich der Pressefreiheit, würden respektiert und Gemeinderäte könnten weiterhin normal arbeiten. Abdel Aziz bekräftigte diese Zusicherungen bezüglich der Freiheiten und der Kontinuität demokratischer Institutionen wie des Parlaments auch bei einem Treffen mit dem stellvertretenden Generalsekretär der Arabischen Liga, Ahmed bin Heli.
Die Vierparteienallianz, die sich dem Putsch entgegenstellt, die „Nationale Front zur Verteidigung der Demokratie“, hielt am 8. August eine Pressekonferenz ab, die sich zu einer Protestkundgebung gegen den Putsch im Stadtteil Tevragh-Zeina von Nouakchott entwickelte, an der mehrere hundert Menschen teilnahmen. Bei dieser Kundgebung wurden die Soldaten aufgefordert, in ihre Kasernen zurückzukehren, und die internationale Gemeinschaft aufgefordert, Druck auf die Junta auszuüben. APP-Sprecher Alkhalil Ould Teyib gelobte, dass sie ihren Kampf fortsetzen würden, bis Abdallahi wieder ins Präsidentenamt eingesetzt sei. Die Nationale Front zur Verteidigung der Demokratie kündigte außerdem Pläne für weitere Demonstrationen und Aktivitäten gegen den Putsch an, erklärte aber auch, dass sie nur mit Erlaubnis der Junta Proteste abhalten werde.
Ebenfalls am 8. August sagte Abdallahis Tochter, Amal Mint Cheikh Abdallahi, sie sei nicht über Abdallahis Aufenthaltsort informiert worden und äußerte ihre Sorge um Abdallahis „Gesundheit und Sicherheit“. Unterdessen sagte Abdel Aziz in einem Interview mit Jeune Afrique, das Militär sei aufgrund schwerwiegender wirtschaftlicher und politischer Probleme gezwungen worden, die Macht zu übernehmen. Er warf Abdallahi vor, mit seinen Handlungen einen „Putsch gegen die Demokratie“ versucht zu haben; laut Abdel Aziz habe Abdallahi die Parlamentsmitglieder gegeneinander aufgehetzt und seine Entlassung der ranghohen Offiziere unmittelbar vor dem Putsch sollte „die Armee spalten“. Abdel Aziz sagte auch, Abdallahi werde im Kongresspalast festgehalten, sei „in gutem Zustand“, habe sich nicht beschwert und werde in einigen Tagen oder Wochen freigelassen. Laut Abdel Aziz werde Abdallahi Mauretanien wahrscheinlich nicht verlassen müssen und dürfte sich wahrscheinlich weiterhin politisch betätigen. Allerdings wurde Abdel Aziz in einem am 9. August veröffentlichten Interview mit Asharq al-Awsat mit den Worten zitiert, Abdallahi werde „vorerst“ nicht freigelassen, da „Sicherheitsgründe“ als Begründung angegeben würden; er sagte, die Junta versuche, eine Atmosphäre der Ruhe herzustellen.
In einem Interview mit Agence France-Presse am 10. August sagte Abdel Aziz, der Putsch sei notwendig gewesen, um „eine Katastrophe“ zu verhindern; er sagte, Abdallahi habe „irrational gehandelt“, und in einem anderen Interview mit Al Jazeera sagte er, er habe Abdallahi unmittelbar vor dem Putsch gewarnt, dass seine Entscheidung, die hohen Offiziere zu entlassen, ernste Konsequenzen haben könnte. Abdel Aziz behauptete, Abdallahi habe die Warnung nicht beachtet, und infolgedessen befahl Abdel Aziz den Putsch. Abdel Aziz kritisierte Abdallahi auch dafür, dass er islamische Extremisten aus dem Gefängnis entlassen und der islamistischen Tewassoul-Partei im Mai erlaubt hatte, in Waghefs Regierung einzutreten. Er behauptete, dies sei „unverantwortlich“ und spiegele nicht Mauretaniens Identität als „gemäßigtes muslimisches Land“ wider. Darüber hinaus äußerte er seine Ansicht, dass die internationale Gemeinschaft ihre negative Haltung gegenüber dem Putsch ändern werde, „wenn sie über alle Informationen verfügt“.
Ebenfalls am 10. August schloss Abdel Aziz die Möglichkeit nicht aus, dass er oder andere Mitglieder der Junta für das Präsidentenamt kandidieren könnten, obwohl er sagte, dass die Frage noch nicht entschieden sei und dass zunächst andere Dinge behandelt werden müssten. Seine Anerkennung dieser Möglichkeit stand im Gegensatz zur Entscheidung der vorherigen Junta im Jahr 2005, ihre Mitglieder von der Kandidatur für ein Amt auszuschließen.
Messoud Ould Boulkheir, der Präsident der Nationalversammlung, erklärte am 10. August, er erkenne Abdallahi weiterhin als Präsidenten an und lehne die Idee einer Neuwahl unter der Junta ab. 67 der 95 Abgeordneten der Nationalversammlung veröffentlichten jedoch eine Erklärung, in der sie den Putsch unterstützten und ihn als „logisches und unbestreitbares Ergebnis des Verhaltens von Präsident Sidi Ould Cheikh Abdallahi, die Institutionen der Republik zu blockieren“ („the logical and indisputable result of President Sidi Ould Cheikh Abdallahi’s behaviour to stall the republic’s institutions“) bezeichneten. Unterdessen erklärte Abdallahis Tochter, das Militär habe sich seit zweieinhalb Monaten in die Politik eingemischt, und die PNDD-ADIL gab am 10. August bekannt, die Junta habe ihr die Wiedereröffnung ihrer Büros gestattet.
Waghef und drei weitere hochrangige Beamte (darunter der Innenminister) wurden am 11. August vom Militär freigelassen, während Abdallahi in Gewahrsam blieb. Wenige Stunden später sprach Waghef vor einer Kundgebung von Tausenden von Menschen und drückte seine Missachtung gegenüber der Junta aus. Er sagte, die Mauretanier akzeptierten ihre Herrschaft nicht und forderte das Volk auf, weiter für die Wiedereinsetzung Abdallasis an die Macht zu kämpfen. Er sagte, Abdallahi habe ihnen für ihren „unermüdlichen Kampf... zur Wiederherstellung der verfassungsmäßigen Ordnung“ („untiring fight... to restore constitutional order“) gedankt.
Der stellvertretende Generalsekretär der Arabischen Liga, Ahmed bin Heli, sagte am 11. August nach seiner Rückkehr aus Mauretanien, er habe um ein Treffen mit Abdallahi gebeten, dies sei ihm jedoch verweigert worden. In einer Erklärung vom 12. August umriss der Hohe Staatsrat seine Befugnisse und bestätigte, dass er „über die notwendigen Befugnisse verfüge, um die Staatsangelegenheiten während der für die Organisation der Präsidentschaftswahlen erforderlichen Zeit... in kürzester Zeit neu zu organisieren und zu verwalten“ („the necessary powers to reorganise and manage state affairs during the period needed for the organising of presidential elections... in the shortest possible time“). Er bestätigte auch, dass der Rat kollektiv die Befugnisse des Präsidenten ausübe und dass der Präsident des Rates einen Premierminister ernennen könne.
Die Sammlung Demokratischer Kräfte (RFD), die größte Oppositionspartei unter Abdallahi, unterstützte den Putsch. Ihr Vorsitzender Ahmed Ould Daddah (der bei den Präsidentschaftswahlen 2007 von Abdallahi besiegt wurde) erklärte Al Jazeera am 12. August, der Putsch sei „eine Bewegung zur Korrektur des demokratischen Prozesses“ („a movement to rectify the democratic process“). Abdel Aziz traf sich mit politischen Parteien, um die Bildung einer neuen Regierung zu besprechen. Die APP erklärte, sie werde sich nicht an dieser Regierung beteiligen, die RFD hingegen erklärte, sie beabsichtige, „das Angebot zu prüfen“ („study the offer“). 106 der 151 Mitglieder von beiden Häusern des Parlaments (67 von 95 Abgeordneten und 39 von 56 Senatore) erklärten in einer Erklärung am 13. August, sie unterstützten den Putsch. Dieser Erklärung zufolge ereignete sich der Putsch „im Kontext einer akuten politischen und institutionellen Krise“ („in the context of an acute political and institutional crisis“), und Abdallahi „hörte nur auf Speichellecker“ („only listened to sycophants“). In der Erklärung wurde auch um internationale Unterstützung gebeten. Neben den Parlamentsabgeordneten unterstützten auch 191 von 216 Bürgermeistern den Putsch.
Abdel Aziz ernannte Moulaye Ould Mohamed Laghdaf, einen ehemaligen Botschafter, am 14. August 2008 zum Premierminister. Laghdaf war bereits eng mit Abdel Aziz verbunden, und es wurde vermutet, seine Ernennung könnte in der Hoffnung erfolgt sein, dass aufgrund Laghdafs diplomatischem Dienst in der Europäischen Union die internationalen Beziehungen sich verbessern würden. Waghef sagte dagegen auf einer Pressekonferenz am selben Tag, diese Ernennung sei „illegal“ und die Regierung, der er vorstand, sei noch immer die legitime Regierung.
Am 15. August wurde berichtet, dass 71 von 95 Abgeordneten die Einberufung einer außerordentlichen Parlamentssitzung am 20. August befürworteten, um Mitglieder eines Sondergerichts zu ernennen. Dies sollte zu einem Prozess gegen Abdallahi und einige seiner Minister wegen angeblicher Misswirtschaft führen. Am 16. August gab eine Gruppe von 19 Parlamentsmitgliedern – drei Senatoren und 16 Abgeordnete – bekannt, dass sie die Wiedereinsetzung Abdallahis ins Präsidentenamt anstrebten. Laut Mohamed Moustapha Ould Bedredine, einem Abgeordneten, der im Namen der Gruppe sprach, hatte die Gruppe mehr Unterstützung, als ihre Zahl vermuten ließ.
Am 17. August hielt Abdel Aziz seine erste landesweite Ansprache. Er versicherte, dass „so bald wie möglich“ neue Präsidentschaftswahlen abgehalten würden, nannte jedoch kein konkretes Datum. In dieser Rede versprach Abdel Aziz, hart gegen Terrorismus und Korruption vorzugehen. Er warf Abdallahi außerdem vor, nichts gegen Korruption unternommen zu haben, und sagte, dass Abdallahi die Wirtschaft sehr schlecht gehandhabt habe. Am selben Tag kündigten 26 Parlamentsabgeordnete, die den Putsch unterstützten, ihren Austritt aus der PNDD-ADIL-Partei an.
Am 18. August schlossen sich zwei Drittel der mauretanischen politischen Parteien – darunter große Parteien wie die RFD, die Republikanische Partei für Demokratie und Erneuerung (PRDR) und die Union für Demokratie und Fortschritt – zusammen, um den Putsch zu unterstützen. Laut PRDR-Führer Sidi Mohamed Ould Mohamed Vall war dies „von der Notwendigkeit diktiert, die Stabilität des Landes und seiner demokratischen Institutionen zu bewahren“, und er beschrieb den Putsch als „lebenswichtig für Mauretanien und für die Aufrechterhaltung seiner Demokratie und seines Pluralismus“ („dictated by the necessity to preserve the stability of the country and its democratic institutions“, „vital for Mauritania and for the maintenance of its democracy and its pluralism“). Ebenfalls am 18. August fand in Nouakchott eine pro-Putsch-Versammlung statt, an der schätzungsweise 25.000 Menschen teilnahmen.

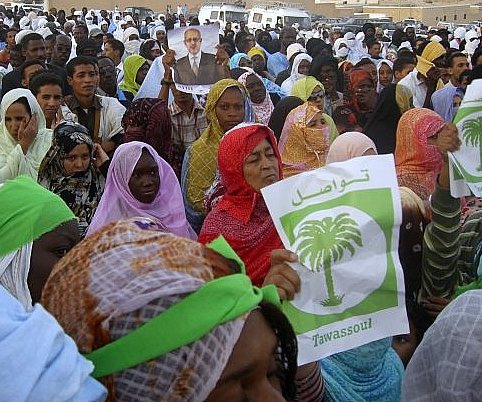
Demonstration unter Führung der Koalition FNDD in Nouadhibou, 20. August.

RFD-Führer Daddah sagte am 19. August, es bestehe „eine gute Chance“, dass seine Partei an der von Laghdaf geführten Regierung teilnehmen werde. Am 20. August wurde in Nouakchott von der Nationalen Front zur Verteidigung der Demokratie eine große Protestkundgebung gegen den Putsch abgehalten. Die Sondersitzung des Parlaments, die „die Gründe für die Blockade demokratischer Institutionen“ („the reasons for the blockage of democratic institutions“) vor dem Putsch erörtern und die Mitglieder eines Sondergerichts ernennen sollte, wurde ebenfalls am 20. August eröffnet. 32 Abgeordnete boykottierten die Sondersitzung, die einen Monat dauern sollte.
Waghef, der inzwischen ehemalige Premierminister, sagte in einem Interview mit Abu Dhabi TV am 20. August, dass Präsident Abdallahi die hohen Offiziere am 6. August entlassen habe, weil sie bereits geplant hätten, am 9. August die Macht zu übernehmen. Anschließend reiste er nach Nouadhibou im Norden Mauretaniens, um dort an einem Protest gegen den Putsch teilzunehmen, wurde jedoch bei seiner Ankunft am 21. August festgenommen. Berichten zufolge wurde er festgenommen, weil er Nouakchott ohne die Erlaubnis der Junta verlassen hatte. Am 22. August wurde bekannt gegeben, dass Waghef in sein Heimatdorf Achram gebracht werde, wo er unter Hausarrest gestellt werde. Laut dem Minister für Dezentralisierung, Yahya Ould Kebd, versuchte die Junta, „seinen Aktivismus einzuschränken“ („rein in his activism“), und sagte, dass „seine Kontakte mit der Außenwelt wahrscheinlich eingeschränkt, aber nicht verboten werden“ („his contact with the outside will probably be limited but not banned“).
Die Sondersitzung des Parlaments beinhaltete die Einrichtung einer Untersuchungskommission des Senats zur Untersuchung der Finanzen der gemeinnützigen KB-Stiftung, die von Abdallahis Frau, Khattou Mint Boukhary, geleitet wurde. Boukhary war eine umstrittene Persönlichkeit, die vor dem Putsch von der Opposition kritisiert worden war. Am 24. August drängten die Anwälte der Stiftung auf die Einrichtung einer internationalen Kommission zur Untersuchung ihrer Finanzen und argumentierten, dass die Senatskommission nicht fair sei. Die Anwälte sagten, dass die „subjektiven Ergebnisse der Senatskommission immer umstritten sein werden“ („subjective results will always be contested“).
Jean Ping, der Vorsitzende der Kommission der Afrikanischen Union, traf sich am 25. August mit Abdel Aziz in Nouakchott. Ping sagte, er sei in Mauretanien, um die Wiederherstellung einer verfassungsmäßigen Regierung zu besprechen, und nicht, um den Übergang der Junta zu diskutieren, und er äußerte sich nach dem Treffen mit Abdel Aziz optimistisch. Die Gespräche zwischen Abdel Aziz und Ping setzten sich am 26. August fort. Am 25. August wurde ein Brief von El Khadim Ould Esseman, dem inhaftierten Anführer von al-Qaida im Maghreb, veröffentlicht. In diesem Brief verurteilte er die Junta als „ungläubiges Regime“ und forderte alle Mauretanier auf, „zur strikten Anwendung der Scharia überzugehen“ („infidel regime“, „turn to the strict application of Sharia“).
Am 26. August Am 26. August verkündeten die RFD, die Allianz für Gerechtigkeit und Demokratie – Bewegung für Erneuerung (AJD-MR) und die Bewegung für direkte Demokratie (MDD) ihre Entscheidung, sich nicht an der neuen Regierung zu beteiligen, die unter der Junta gebildet wurde. weil die Junta keine Klarheit darüber geschaffen hatte, ob jemand, der im Militär dient, als Präsidentschaftskandidat antreten darf oder nicht und auch nicht angegeben hatte, wie lange sie beabsichtigte, an der Macht zu bleiben. Die neue Regierung unter Laghdaf wurde am 31. August ernannt und am 1. September im Fernsehen bekannt gegeben. Diese Regierung bestand neben Laghdaf aus 28 Mitgliedern und ihre Mitglieder galten als politisch unbekannte Technokraten. Der Regierung gehörten mehrere Mitglieder der RFD an, obwohl die Partei sich öffentlich geweigert hatte, an der Regierung teilzunehmen. Die RFD antwortete, dass die RFD-Mitglieder, die Posten in der Regierung angenommen hatten, damit „automatisch aus der Partei ausgetreten“ seien.
Der ehemalige Staatschef Mohamed Khouna Ould Haidalla drückte am 29. August seine Unterstützung für den Putsch aus und kritisierte die negativen Reaktionen westlicher Regierungen auf den Putsch. Er behauptete, sie würden sich in mauretanische Angelegenheiten einmischen. In einer Erklärung vom 30. August erklärte die Kommission der Afrikanischen Union, Abdel Aziz habe sich während seiner Gespräche mit Ping zur Freilassung Abdallahis verpflichtet.

### September
Am 2. September wählte die Nationalversammlung vier Abgeordnete für ein Oberstes Gericht welches Abdallahi wegen Korruption und Behinderung der Parlamentsarbeit vor Gericht stellen sollte. Die Abstimmung wurde geheim durchgeführt, und eine einzige Kandidatenliste wurde mit 31 Ja-Stimmen, keiner Gegenstimme und einer Enthaltung angenommen. Nach einem Treffen am 4. September veröffentlichten Ping, Said Djinnit (der Sondergesandte des UN-Generalsekretärs für Westafrika) und Ahmed Benhelli von der Arabischen Liga eine Erklärung, in der sie Abdel Aziz’ Zusage zur Freilassung Abdallahis bekräftigten und eine Lösung der Situation, die Wiederherstellung demokratischer Institutionen und die Freilassung Waghefs forderten.
Laghdaf kündigte am 6. September eine „offene und konstruktive Debatte“ („open and constructive debate“) an, an der Parlamentsabgeordnete, politische Parteien und andere Organisationen teilnehmen sollten. Der Zweck dieser Debatte, so Laghdaf, bestand darin, einen Zeitplan für die Abhaltung einer Neuwahl festzulegen und verschiedene mit dieser Wahl verbundene Fragen zu erörtern, darunter Vorschläge für Verfassungsänderungen und eine verbesserte Abgrenzung der Exekutiv- und Legislativgewalt. Am 10. September wählte der Senat vier Senatoren für das Oberste Gericht, zusätzlich zu den vier Abgeordneten, die acht Tage zuvor gewählt worden waren.
Am 14. September verabschiedeten die in der Nationalversammlung anwesenden Abgeordneten einstimmig eine Resolution, die Präsidentschaftswahlen in 12 bis 14 Monaten vorsah. Die Dauer des Zeitraums wurde als notwendig erachtet, „um die normale verfassungsmäßige Ordnung und Legitimität wiederherzustellen“ („to reestablish normal constitutional order and legitimacy“). Die Resolution forderte auch eine unabhängige Wahlkommission und den Ausschluss von Kandidaturen von Militäroffizieren und Personen, die „exekutive Aufgaben ausüben, die geeignet sind, Wähler zu beeinflussen“ („exercised executive responsibilities susceptible of influencing voters“). Es wurde jedoch die Möglichkeit vorgeschlagen, dass Abdel Aziz aus der Armee ausscheiden und als Zivilist bei den Wahlen antreten könnte.
In einem Hinterhalt von al-Qaida am 14. September wurden elf Soldaten und ein Zivilist gefangen genommen; eine Woche später wurden ihre enthaupteten Leichen gefunden. Die Brutalität dieses Angriffs wurde in Mauretanien als schockierend empfunden. Obwohl man anmerkte, dass dies als Demütigung für das Militär angesehen werden könnte, wurde auch angedeutet, dass die Bedrohung durch islamistischen Terrorismus dazu beitragen könnte, die Junta aus ihrer Isolation zu holen. Dem Angriff folgten unterstützende Erklärungen aus Frankreich und der Europäischen Union, die sich auf den Kampf gegen den Terrorismus bezogen, obwohl sie die Junta nicht ausdrücklich unterstützten (Frankreich sprach lediglich von „der Nation und der Armee“).
Am 23. September veröffentlichte der Friedens- und Sicherheitsrat der Afrikanischen Union eine Erklärung, in welcher Abdallahis „bedingungslose Wiedereinsetzung“ („unconditional restoration“) bis zum 6. Oktober gefordert wurde. Der Erklärung zufolge würden „die Putschisten und ihre zivilen Unterstützer“ mit „Sanktionen und Isolation“ („the perpetrators of the coup and their civilian supporters would face sanctions and isolation“) rechnen müssen, wenn die Forderung nicht erfüllt würde. Die den Putsch unterstützenden Parlamentsmitglieder erklärten am 26. September, dass sie die Forderung der Afrikanischen Union ablehnten, „weil sie einfach die Realität des Landes ignoriert, in dem zwei Drittel des Parlaments, fast alle gewählten Bürgermeister und die Mehrheit der Bevölkerung die Veränderungen vom 6. August unterstützen“ („because it simply ignores the reality in the country where two-thirds of the parliament, almost all of the elected mayors and the majority of people support the changes of August 6“). Abdel Aziz lehnte in einer Erklärung vom 27. September ebenfalls die Forderung der Afrikanischen Union ab. Ping sagte am 29. September, dass er von der Reaktion der Junta auf das Ultimatum überrascht sei und dass er erwartet habe, dass die Junta darauf mit der Suche nach Gesprächen mit der Afrikanischen Union reagieren würde.
In einer Rede auf Al Jazeera am 28. September rief der ehemalige Abdallahi-Sprecher Abdoulaye Mamadou Ba dazu auf, am 5. Oktober im Rahmen eines „Tages der Demokratie“ Volksproteste abzuhalten. Sidi Mohamed Ould Maham, ein Abgeordneter, wurde am 28. September zum Präsidenten des Obersten Gerichtshofs gewählt.
In einem Interview mit Reuters am 29. September sagte Laghdaf, die Regierung werde arabische Länder und Institutionen um Hilfe bitten, wenn die Hilfe aus dem Westen eingestellt werde. Er behauptete auch, dass nach dem Putsch „die Freiheiten erhalten blieben, das Parlament war noch nie so frei“ („freedoms are preserved, parliament has never been so free“). In einem Gespräch mit Radio France Internationale am 30. September sagte Laghdaf, dass alle Demonstrationen, egal ob sie gegen die Junta gerichtet oder für sie seien, verboten würden, und betonte, dass „was wir jetzt brauchen, Ruhe ist“ („what we need now is calm“).

### Oktober
Obwohl die Regierung Proteste verboten hatte, führte die Nationale Front zur Verteidigung der Demokratie ihren geplanten Protest in Nouakchott am 5. Oktober durch. Der Protest begann mit einer kleinen Gruppe von einigen Dutzend Personen; die Polizei forderte die Gruppe auf, sich aufzulösen, doch sie wurde größer. Die Teilnehmer skandierten Anti-Junta-Parolen und trugen Bilder von Abdallahi. Die Polizei reagierte mit Tränengas und löste den Protest auf. Anschließend versuchten die Demonstranten, an verschiedenen Orten in Nouakchott kleinere Versammlungen abzuhalten, und die Polizei versuchte auch diese aufzulösen. Laut UFP-Vorsitzendem Mohamed Ould Mouloud stellen die „Proteste eine vernichtende Ablehnung der Behauptung der Junta dar, die Lage in Mauretanien sei ruhig, jeder akzeptiere den Putsch und die Menschen hier hätten Meinungsfreiheit und lebten in einer Demokratie“ („protests constitute a scathing denial of the junta's pretence that the situation in Mauritania is calm, that everybody accepts the coup and that people here have freedom of expression and live in a democracy“).
Die staatlichen Medien ignorierten die Proteste, ebenso wie sie das Verstreichen der Frist der AU vom 6. Oktober ignorierten. Ein Sprecher der pro-Junta-Parlamentsmehrheit sagte, das Ultimatum der AU „schrecke niemanden ab“ („doesn’t scare anybody“). Mouloud, der als Sprecher der Nationalen Front zur Verteidigung der Demokratie fungierte, forderte „die sofortige Umsetzung von Sanktionen gegen die Junta“ („the immediate implementation of sanctions against the junta“). Ping erklärte, die Junta habe am 6. Oktober eine Delegation entsandt, um Gespräche mit der AU zu führen.
Die achtköpfige mauretanische Delegation unter der Leitung von Justizminister Tidjane Bal traf sich am 7. Oktober mit Jean Ping in Addis Abeba. Nach dem Treffen veröffentlichte die AU eine Erklärung, in der es hieß, Ping habe „den Standpunkt der Afrikanischen Union bekräftigt“ und der Friedens- und Sicherheitsrat der AU werde einen Weg vorschlagen, mit der Situation umzugehen. Am selben Tag fand in Nouakchott ein weiterer Protest statt. Unmittelbar vor dem Protest erklärten sechs Gewerkschaften, dass „wir statt eines friedlichen Marsches eine Konfrontation suchen werden“. Die Polizei setzte Tränengas gegen die Demonstranten ein und Demonstranten bewarfen die Polizei mit Steinen.
Mouloud sagte am 8. Oktober, die AU solle auf die Ablehnung ihres Ultimatums reagieren, indem sie „die Militärführung für illegal erklärt“. Die mauretanische Nachrichtenagentur (AMI) berichtete am selben Tag, dass die AU nach Ablauf der Frist eine weniger feindselige Haltung einzunehmen scheine. Unterdessen forderte Boulkheir, der Präsident der Nationalversammlung und der APP, eine Lösung der Situation, die Abdallahi nur für den begrenzten Zeitraum, der für die Organisation vorgezogener Präsidentschaftswahlen erforderlich ist, in das Präsidentenamt zurückkehren lassen würde. Boulkheirs Vorschlag würde auch die Bildung einer Regierung der nationalen Einheit während dieses Zeitraums beinhalten.
Am 20. Oktober führte die EU in Paris Gespräche mit der Junta. In einer Erklärung vom 20. Oktober, in der sie Abdallahis „sofortige und bedingungslose Freilassung“ und die Wiederherstellung der verfassungsmäßigen Ordnung forderte, gab die Europäische Union der Junta eine Frist von einem Monat, nach deren Ablauf „die Konsultationen beendet und geeignete Maßnahmen vorgeschlagen werden“ sollten („consultations will be terminated and appropriate measures will be proposed“). Maouloud, Sprecher der Nationalen Front zur Verteidigung der Demokratie, äußerte sich zufrieden mit dem Ultimatum der EU und bemerkte, dass „es der Junta nicht gelungen ist, die Europäische Union zu täuschen“ („the junta has not managed to deceive the European Union“).

### November–Dezember
Die erste reguläre Sitzung des Parlaments seit dem Putsch begann am 10. November. Der Hauptzweck dieser Sitzung war die Verabschiedung des Haushalts für 2009. Etwa 30 Abgeordnete, die gegen den Putsch waren, darunter Boulkheir, der Präsident der Nationalversammlung, boykottierten die Sitzung. Elarbi Ould Jedeine, der Vizepräsident der Nationalversammlung, leitete die Sitzung und drückte sein Bedauern über Boulkheirs Boykott aus. Senatoren, die gegen den Putsch waren, nahmen an der Sitzung teil. Der gestürzte Präsident Abdallahi wurde am 13. November von Nouakchott in sein Heimatdorf Lemden gebracht. Nach Angaben der Regierung hatte Abdallahi zugestimmt, die Politik zu verlassen, aber Abdallahi hielt am 13. November eine Pressekonferenz ab, in der er sagte, er habe ihnen „keine Versprechungen gemacht“. Er sagte auch, die Verlegung nach Lemden sei sinnlos, da er „ein Präsident unter Hausarrest“ bleibe („remain[ed] a president under house arrest“).
Nach Ablauf der einmonatigen Frist der EU am 20. November kündigte die EU an, dass die EU-Mitgliedstaaten auf der Grundlage der Vorschläge der Europäischen Kommission geeignete Maßnahmen prüfen werden, da „die Vorschläge der Junta von der internationalen Gemeinschaft als unzureichend erachtet wurden“ („the junta's proposals have been deemed insufficient by the international community, EU member states will examine, based on the proposals of the European Commission, appropriate measures“). Sie betrachtete Abdallahis Überstellung nach Lemden als einen positiven Schritt, sagte jedoch, dass dieser unzureichend sei, da Abdallahi weiterhin unter Hausarrest stehe. Der mauretanische Kommunikationsminister Mohammed Ould Moine sagte, die Situation sei „eine rein mauretanische Angelegenheit“ („a purely Mauritanian matter“), die „nicht in Washington, Paris oder Addis Abeba gelöst werden kann“, und betonte, dass „niemand, und ich meine niemand, das Recht hat, Entscheidungen für mein Land zu treffen“ („no-one, and I mean no-one, has the right to make decisions for my country“). Am 20. November verkündete auch Abdallahi in einem Interview, dass er „sobald der Putsch vereitelt ist“, „für jeden Dialog offen sein werde, um die Zukunft der demokratischen Institutionen des Landes im Rahmen der Verfassung und der Gesetze des Landes zu diskutieren“ („once the coup is thwarted... be open to all dialogue to discuss the future of the democratic institutions of the country in the framework of the constitution and the laws of the country“).
Nachdem am 12. Dezember berichtet wurde, dass die Junta Abdallahi bis zum 24. Dezember aus dem Hausarrest entlassen wolle, erklärte die FNDD am 14. Dezember, nur Abdallahis Wiedereinsetzung ins Präsidentenamt sei ausreichend. In einem am 20. Dezember veröffentlichten Interview erklärte Abdallahi, dass er trotz der Einladung der Junta nicht an der für den 27. Dezember geplanten nationalen Konsultationssitzung teilnehmen werde, da er der Meinung sei, dass seine Teilnahme „den Staatsstreich legitimieren“ („legitimise the coup d’etat“) würde. Abdallahi wurde in den frühen Morgenstunden des 21. Dezember von Sicherheitskräften aus Lemden abgeholt, nach Nouakchott gefahren und am selben Tag freigelassen.
Die Nationale Konsultation begann am 27. Dezember. Abdel Aziz sagte, dass dies ein völlig freier und offener Prozess sein würde. Das Treffen sollte einen Wahltermin, Verfassungsänderungen und die Rolle der Armee erörtern. Diplomaten aus 70 Ländern waren anwesend. Abdallahi und die FNDD boykottierten das Treffen, obwohl FNDD-Präsident Boijel Ould Houmeid am 26. Dezember gesagt hatte, dass seine Koalition keine Einladung erhalten habe.

### 2009
Am Ende der nationalen Beratungssitzung am 5. Januar 2009 schlug sie vor, am 30. Mai 2009 Wahlen abzuhalten, mit einer Stichwahl (falls nötig) am 13. Juni. Die FNDD verhöhnte den Vorschlag als „Nicht-Ereignis“ und behauptete, die Junta wolle, dass die Wahl von „einem ihrer Mitglieder oder einer Marionette [...] gewonnen werde, die ihren Befehlen gehorcht“ („one of its members or a puppet ... who will do their bidding“). Die offiziellen Medien verkündeten am 23. Januar, dass die neuen Präsidentschaftswahlen am 6. Juni 2009 stattfinden würden.
Am 4. Februar 2009 drückte Daddah zwar immer noch seine Unterstützung für den Putsch aus und sagte, Abdallahi solle nicht wieder ins Präsidentenamt eingesetzt werden, schlug aber vor, dass die Armee die Macht abgeben und dass jeder, der zum Zeitpunkt des Putsches im Militär diente, nicht an den Präsidentschaftswahlen 2009 teilnehmen darf. Er äußerte sich besorgt, dass eine fortgesetzte Militärherrschaft die Beziehungen Mauretaniens zum Rest der Welt negativ beeinflussen und möglicherweise auch zu Wirtschaftssanktionen führen könnte.
Anfang Februar verhängte die AU Sanktionen gegen die Junta, die die Reisefreiheit der Juntamitglieder einschränkten und etwaige Bankguthaben einfroren. Abdel Aziz wies die Sanktionen am 10. Februar als sinnlos zurück und sagte, niemand im Hohen Staatsrat habe ein Bankkonto außerhalb Mauretaniens.
Am 6. März 2009 beschloss die Regierung aus Protest gegen den Gaza-Krieg, die diplomatischen Beziehungen zu Israel abzubrechen.
Der libysche Präsident und AU-Vorsitzende Muammar al-Gaddafi versuchte während eines Besuchs in Mauretanien, der am 12. März endete, in der Situation zu vermitteln. Während dieses Besuchs traf er sich mit Abdallahi, der argumentierte, Gaddafi sei zugunsten der Junta voreingenommen. Am Ende seines Besuchs sagte Gaddafi, seiner Meinung nach sollten die Sanktionen der AU aufgehoben werden. In Niamey sagte Gaddafi am 14. März, Abdallahi könne nicht an die Macht zurückkehren, weil das Militär dies nicht zulassen würde, und deshalb habe Abdallahi keine andere Wahl, als „vollendete Tatsachen zu akzeptieren“ („accept a fait accompli“).

## Internationale Reaktionen

### Internationale Organisationen
- Die Arabische Liga äußerte ihre Besorgnis über die Lage in Mauretanien, rief zur Rückkehr zur Stabilität auf und entsandte den stellvertretenden Generalsekretär der Arabischen Liga nach Mauretanien.[87]
- – Die Union des Arabischen Maghreb forderte ihren Generalsekretär Habib Ben Yahia auf, unverzüglich nach Mauretanien zu reisen, um sich ein Bild von der Lage zu machen und „Kontakt mit den verschiedenen am Putsch beteiligten Parteien“ („contact the various parties“) aufzunehmen.[13]
- Afrikanische Union – In einer schriftlichen Erklärung verurteilte die Gruppe den Putsch umgehend: „Die Afrikanische Union ... verurteilt den Staatsstreich und fordert die Wiederherstellung der verfassungsmäßigen Rechtmäßigkeit“ („The African Union ... condemns the coup d’État and demands the restoration of constitutional legality“).[88] Der Friedens- und Sicherheitskommissar der Afrikanischen Union, Ramtane Lamamra, reiste nach Nouakchott, um die Lage zu beurteilen und den besten Weg zu finden, um die Demokratie in das Land zurückzubringen.[89] Am 9. August erklärte der tansanische Außenminister Bernard Membe, der Vorsitzende des AU-Ministerrats, dass die AU die Mitgliedschaft Mauretaniens aussetzen werde, „bis das Land zu einer verfassungsmäßigen Regierung zurückkehrt“ („until the country returns to constitutional government“).[90]
- Europäische Union – Die Europäische Union hat die Wiedereinsetzung der ehemaligen Regierung in Mauretanien gefordert.[91] Die Europäische Kommission erklärte in einer Erklärung, sie sei „sehr besorgt über die Lage in Mauretanien, die den bemerkenswerten demokratischen Fortschritt in diesem Land in Frage stellt“ („is very concerned by the situation in Mauritania, which puts into question the remarkable democratic progress in this country“). Der Kommissar für Entwicklung und humanitäre Hilfe, Louis Michel, sagte ebenfalls, dass „diese Situation unsere Politik der Zusammenarbeit mit Mauretanien in Frage stellen“ („this situation could put into question our policy of cooperation with Mauritania“) und die für Mauretanien für den Zeitraum 2008–2013 bereitgestellten Hilfen in Höhe von 156 Millionen Euro gefährden könnte.[92]
- Organisation für Islamische Zusammenarbeit – Der Generalsekretär der Organisation der Islamischen Konferenz, Ekmeleddin İhsanoğlu, brachte seine Besorgnis über die heutige Machtübernahme der demokratisch gewählten Regierung in Mauretanien durch das Militär und die Inhaftierung des Präsidenten und des Premierministers durch Armeeoffiziere zum Ausdruck. Der Generalsekretär erklärte, er sei besonders bestürzt über diese Entwicklung, da Mauretanien mit der sichtbaren positiven Rolle und Unterstützung seiner Streitkräfte eine beispielhafte Entwicklung hin zur Verankerung von Demokratie und Rechtsstaatlichkeit im Land gezeigt habe. Daher, sagte er, hätte er sich gewünscht, dass alle Angelegenheiten im Zusammenhang mit der Durchführung des politischen Prozesses im Land im Rahmen demokratischer Prinzipien und der Vorherrschaft des Rechts behandelt würden. Er erinnerte daran, dass alle Mauretanier und die internationale Gemeinschaft sowie die OIC stark in das Demokratieprojekt in Mauretanien investiert hätten und hoffte, dass die Streitkräfte ihre positive Rolle zugunsten der Demokratie fortsetzen würden. Er forderte die möglichst baldige Wiederherstellung des demokratischen Prozesses, einschließlich der sofortigen Freilassung des Präsidenten, des Premierministers und anderer Regierungsmitglieder.
- Vereinte Nationen – Der Sicherheitsrat der Vereinten Nationen hielt am 19. August eine offizielle Sitzung im Hauptquartier in New York ab, um eine Erklärung des mauretanischen Botschafters anzuhören, wonach es sich bei dem Ereignis um eine „Korrekturmaßnahme“ („corrective change“) gegenüber einem Präsidenten handele, der sich nicht um die Wirtschaft und die Sicherheit des Landes kümmere. Der Rat verurteilte daraufhin offiziell den Sturz der demokratisch gewählten Regierung durch das mauretanische Militär.[93] Über eine Sprecherin ließ UN-Generalsekretär Ban Ki-moon ausrichten, dass er den Putsch „zutiefst bedauere“ („deeply regrets“).[13] Bans Sprecherin sagte außerdem, er „bedauere zutiefst den Sturz der Regierung von Präsident Sidi Ould Cheikh Abdallahi“ und forderte „die Wiederherstellung der verfassungsmäßigen Ordnung“ („deeply regrets the overthrow of the Government of President Sidi Ould Cheikh Abdallahi... the restoration of constitutional order“).[94]
- Weltbank – Die Weltbank gab am 21. August bekannt, dass sie Hilfszahlungen in Höhe von 175 Millionen Dollar ausgesetzt habe.[95]

### Staaten
- Kanada – Foreign Affairs Canada (Affaires mondiales Canada) veröffentlichte eine Erklärung, in der es heißt: „Kanada fordert eine Rückkehr zur verfassungsmäßigen Ordnung, die der gewählte Präsident Sidi Ould Cheikh Abdallahi verkörpert, und fordert die sofortige Freilassung aller von den Streitkräften festgehaltenen Politiker, darunter des Präsidenten und des Premierministers“.[96]
- Chile – Das Außenministerium veröffentlichte eine Pressemitteilung, in der es feststellte, dass „der Sturz des ersten demokratisch gewählten Präsidenten in der gesamten Geschichte Mauretaniens durch das Militär einen Rückschlag für die Sache der Demokratie in der Welt darstellt. Chile sehnt sich nach einer möglichst baldigen Wiederherstellung des Rechtsstaats in Mauretanien, einer legitimen, verfassungsmäßigen und demokratisch gewählten Regierung sowie der Wiederherstellung der politischen und bürgerlichen Freiheiten“.[97]
- Frankreich – Auf einer Pressekonferenz nach dem Putsch gefragt, antwortete der französische Außenminister Bernard Kouchner: „Sie wissen, wie sehr uns die Stabilität Mauretaniens am Herzen liegt. Es ist zu früh, die Lage zu beschreiben. Lassen Sie mich Sie dennoch daran erinnern, dass Frankreich unter allen Umständen die Rechtsstaatlichkeit bewahren will und einer gewaltsamen Machtübernahme feindlich gegenübersteht.“[98] In einer Erklärung des französischen Außenministeriums hieß es früher am Tag auch: „Wir stehen in Kontakt mit unserer Botschaft in Nouakchott und beobachten die Lage gemeinsam mit allen unseren Partnern mit größter Aufmerksamkeit. Vor Ort werden Schritte unternommen, um die Sicherheit der französischen Staatsangehörigen zu gewährleisten. Die Sicherheitsempfehlungen werden je nach Situation verbreitet.“[99] Frankreich stellte daraufhin seine Entwicklungshilfe ein. Am 28. August forderte es Abdallahis Freilassung und Wiedereinsetzung an die Macht und kündigte an, dass es bereit sei, Sanktionen gegen einzelne Junta-Führer zu verhängen.[100]
- Israel – Mauretanien ist neben Ägypten und Jordanien das einzige Land der Arabischen Liga, mit dem Israel volle diplomatische Beziehungen unterhält. Israels ehemaliger Botschafter in Mauretanien, Boaz Bismuth, hatte sein Amt eine Woche vor dem Putsch niedergelegt. Sein Nachfolger, Miki Arbel, beschloss, seine Reise in das Land zu verschieben. Yigal Palmor, der ehemalige Direktor der Maghreb-Abteilung im Außenministerium und künftige Sprecher, sagte, Israel „verfolge die Entwicklungen sehr genau und warte darauf, dass sich die Dinge klären.“[101]
- Marokko Marokko – Die Regierungspresse bezeichnet Abdel Aziz als Patrioten[102] und ein Berater des Königs Mohammed VI. von Marokko reist nach Nouakchott, um sich mit Abdel Aziz zu treffen.[103]
- Nigeria – Präsident Umaru Yar’Adua erklärte: „Nigeria verurteilt die Ereignisse, die sich heute in Mauretanien zugetragen haben, auf das Schärfste. Nigeria wird keine Regierung anerkennen, die nicht durch verfassungsmäßige Mittel an die Macht gekommen ist.“[104] Er sagte auch: „Unsere Subregion hat große Fortschritte in Bezug auf Frieden und Sicherheit und den Erhalt der Demokratie gemacht, zu hohen Kosten für unsere Völker, so dass wir es uns nicht leisten können, den Zeiger der Uhr wieder zurückzudrehen.“[105]
- Russland – Das Außenministerium der Russischen Föderation erklärte: „Moskau geht davon aus, dass ein gewaltsamer Machtwechsel inakzeptabel ist. Wie bekannt ist, ist dies auch die Position der internationalen Gemeinschaft, einschließlich der Afrikanischen Union. Solche verfassungswidrigen Maßnahmen verdienen eine Verurteilung.“ Das Ministerium erklärte weiter, Russland hoffe, dass die neue Führung des Landes, die sich verpflichtet hat, demokratische Präsidentschaftswahlen abzuhalten, ihr Versprechen einhalten und dem mauretanischen Volk „die Möglichkeit geben wird, eine stabile Entwicklung im Rahmen der Verfassung und im Interesse aller Teile der mauretanischen Gesellschaft fortzusetzen.“[106]
- Senegal Senegal – Präsident Abdoulaye Wade forderte die Putschisten auf, die persönliche Sicherheit von Präsident Abdallahi, Premierminister Waghef und ihren Familien zu gewährleisten.[107] Ein Sprecher von Präsident Wade sagte, der Putschistenführer General Mohamed Ould Abdel Aziz habe ihn um 14:40 Uhr Ortszeit angerufen, um ihn „in seiner Eigenschaft als enger Nachbar und afrikanischer Führer“ über die Situation zu informieren.[107] Wade erklärte, er werde die Afrikanische Union über das informieren, was er während des Telefonats mit Aziz besprochen habe.[107]
- Südafrika – Ein Sprecher des Außenministeriums sagte: „Südafrika hat nie die Anwendung von Militärputschen zur Lösung politischer Probleme gebilligt und schließt sich der gesamten internationalen Gemeinschaft an, wenn es seine klare und eindeutige Verurteilung eines solchen verfassungswidrigen Machtübergangs zum Ausdruck bringt“, und fügte hinzu: „Südafrika fordert wie der Rest der Menschheit eine sofortige Rückkehr zur Demokratie und Rechtsstaatlichkeit.“[108]
- Spanien – In einer Pressemitteilung des Außenministeriums des Königreichs Spanien hieß es: „Die spanische Regierung verurteilt den Putsch, der heute Morgen in der Islamischen Republik Mauretanien stattgefunden hat… [Wir] hofften auch auf die sofortige Freilassung des Präsidenten und des Premierministers und die Wiederherstellung der demokratischen Normalität.“[109]
- Vereinigtes Königreich – Der Minister des Foreign Office, Kim Howells, sagte: „Großbritannien verfolgt die Situation in Mauretanien aufmerksam und ist besorgt über Berichte über einen Militärputsch. Wir verurteilen jeden Versuch, die Macht mit Gewalt zu ergreifen, und fordern alle Parteien auf, die Achtung der Demokratie, der Menschenrechte und der Rechtsstaatlichkeit sicherzustellen und das Wohlergehen ihrer eigenen Bürger und der ausländischen Staatsangehörigen in Mauretanien zu schützen. Briten, die sich derzeit in Mauretanien aufhalten, sollten die Berichte der lokalen Presse verfolgen und vernünftige Vorkehrungen für ihre Sicherheit treffen.“[110]
- Vereinigte Staaten – Der Sprecher des Außenministeriums Gonzalo Gallegos sagte zum Putsch: „Wir verurteilen aufs Schärfste den Sturz der demokratisch gewählten Regierung Mauretaniens durch das mauretanische Militär.“[111] Die Außenministerin der Vereinigten Staaten Condoleezza Rice sagte in einer Pressekonferenz: „Die Vereinigten Staaten verurteilen den Sturz der demokratisch gewählten Regierung Mauretaniens durch das mauretanische Militär und begrüßen die Erklärungen der Afrikanischen Union und der Europäischen Union, in denen der Putsch verurteilt wird. Wir fordern das Militär auf, Präsident Sidi Mohamed Ould Cheikh Abdallahi und Premierminister Yahya Ould Ahmed Waghef freizulassen und die legitime, verfassungsmäßige und demokratisch gewählte Regierung unverzüglich wiederherzustellen. Die Vereinigten Staaten erwarten von allen unseren internationalen Partnern, dass sie diese antidemokratische Aktion verurteilen.“[112][113] Russell Brooks vom Bureau of African Affairs sagte: „Unsere Politik ist, dass diese Aktion sehr schwerwiegende Auswirkungen auf unsere Hilfe und Zusammenarbeit mit Mauretanien haben könnte.“[114] In Übereinstimmung mit einem Gesetz des Kongresses aus dem Jahr 2006 kürzten die USA alle nicht-humanitären Hilfen für das Land in Höhe von insgesamt rund 100 Mio. Dollar. Nahrungsmittel und andere humanitäre Hilfe in Höhe von insgesamt rund 5 Mio. Dollar waren davon nicht betroffen.[115] Nachdem die Junta einige Wochen später eine Regierung gebildet hatte, gaben die USA am 2. September bekannt, dass sie diese „sogenannte Regierung“ („so-called government“) nicht anerkennen und Abdallahi und die vorherige Regierung unter Premierminister Waghef weiterhin als legitime Machthaber anerkennen.[116] Es wurde auch die Verhängung von finanziellen Sanktionen und Reisesanktionen gegen Personen in Erwägung gezogen, die „an einer illegalen und nicht-demokratischen Regierung“ („in an illegal and non-democratic government“) beteiligt waren.[116]